# René Ménard (peintre)
Pour les articles homonymes, voir Ménard et René Ménard.
Marie Auguste Émile René Ménard, dit René Ménard, né le 15 avril 1862 à Paris (5e arrondissement) et mort le 13 janvier 1930 à Paris (14e arrondissement), est un peintre symboliste français.

## Biographie
René Ménard est le fils du peintre René Joseph Ménard, secrétaire de l'École des arts décoratifs de Paris, et frère cadet de Louise Ménard (1861-1957), également artiste peintre connue sous son nom de femme mariée : Louise Galtier-Boissière. Il est aussi le neveu du chimiste, poète et philosophe Louis Ménard, auteur des Rêveries d'un païen mystique.
Dès l'enfance, René Ménard est baigné dans un milieu artistique : Corot, Millet et les peintres de l'École de Barbizon fréquentent sa famille, le familiarisant avec la nature et le paysage ainsi qu'avec les sujets antiques. Il étudie à l'Académie Julian à partir de 1880, après avoir été élève de Paul Baudry, William Bouguereau et Henri Lehmann.
Connu pour ses paysages symbolistes et crépusculaires, il participe au Salon de la Sécession à Munich, et au Salon de la Libre Esthétique à Bruxelles en 1897. En juin 1899, il rejoint la Société nouvelle de peintres et de sculpteurs, avec une première exposition collective à la galerie Georges Petit à Paris en mars 1900. Plusieurs expositions personnelles lui sont consacrées ensuite chez Georges Petit. Il est nommé professeur à l'Académie de la Grande Chaumière en 1904. Il un des membres du groupe dit de la Bande noire.
En 1921, Ménard expose au Salon des douze en compagnie d'Henri Martin et d'Edmond Aman-Jean. Des galeries de Buffalo et de Boston diffusent son art aux États-Unis. De nombreuses commandes de l'État couronnent sa carrière : le cycle pour les Hautes études à la Sorbonne, la Faculté de droit, la fresque Les Atomes pour l'Institut de chimie, ou encore pour la Caisse des dépôts à Marseille. Son art allie un classicisme rigoureux et clair à une facture diffuse et onirique. Victor Soulier en 1894 dans L'Art et la Vie y trouvait « des visions d'une nature pacifiée, baignée d'aube et de crépuscule, où l'âme semble se retremper dans la candeur des aurores, et aspirer l'onction biblique qui découle des aurores ».
René Ménard est nommé chevalier de la Légion d'honneur en 1900, et promu au grade d'officier du même ordre en 1910.
Il est inhumé à Paris au cimetière du Montparnasse (10e division).

## Distinctions
- Officier de la Légion d'honneur (1910)

## Œuvres dans les collections publiques
En Belgique
- Anvers, Musée royal des Beaux-Arts d'Anvers : À la tombée de la nuit, huile sur toile[8].
- Bruxelles, Musées royaux des Beaux-Arts de Belgique : Portrait de la mère du peintre, huile sur toile[9].
- Gand, musée des Beaux-Arts de Gand : 
  - Le Printemps, huile sur toile[10].
  - Au crépuscule, huile sur toile[11].
- Liège, musée des Beaux-Arts : Adam et Ève, huile sur toile[12].

En France
- Beauvais, musée départemental de l'Oise : Paysage à la meule, huile sur toile.
- Belfort, musée d'Art et d'Histoire: Paysage, huile sur carton, vers 1900.
- Bordeaux, musée des Beaux-Arts :
  - L'Arc-en-ciel[13] ;
  - La Lande de Sainte-Marguerite, 1920[14].
- Brest, musée des Beaux-Arts de Brest[15]: 
  - Les errants, pastel sur papier marouflé sur toile, 61,5 x 90,5 cm ;
  - Paysages aux pins rouges, pastel sur papier marouflé sur toile, 91,4 x 104,3 cm ;
  - Deux nymphes au bain, pastel sur carton marouflé sur toile, 136 x 94,5 cm ;
  - Pâtre au crépuscule, Provence, pastel sur papier marouflé sur toile, 52,7 x 67 cm ;
  - Les dômes de la mosquée Barkouk, Le Caire, 1884, huile sur toile, 62,8 x 85 cm ;
  - Naïades au bord d'un lac, pastel sur papier marouflé sur toile, 42 x 50 cm ;
  - Deux naïades dans un parc, 1895.
- Dieppe, Château-Musée : Varangeville. Orage sur la falaise, 1927.
- Gray (Haute-Saône), musée Baron-Martin : 
  - (Joueur de flûte), sanguine ;
  - Ronde de nymphes, étude jour le printemps renaît, sanguine ;
  - Pinède, lavis d’aquarelle ;
  - Pinède ou bord de la mer, dessin au crayon sur papier ;
  - Étude de baigneuse, crayon sur papier.
- Nantes, musée des Beaux-Arts : Aigues-Mortes[16].
- Paris :
  - Bibliothèque de la Sorbonne (salle Aristote) :
    - Décor antique au bord de la mer : Le Golfe, Le Fleuve, Le Temple, 1906, triptyque ;

  - musée d'Orsay :
    - Rêve antique, 1909, diptyque ;
    - La Vie pastorale, 1909, diptyque ;
    - L'Âge d'or, 1908, diptyque[17] ;
    - Orage sur les marais, ou Les Marais en Bretagne, pastel[18] ;
    - Le Jugement de Pâris, 1907, pastel[18] ;
    - Bucolique, étude de décoration[19] ;
    - La Piazzetta[20] ;
    - Le Palais des Doges, 1912[21] ;
    - Le Troupeau, 1901[22] ;
    - Portrait de Charles Cottet, 1896[23] ;
    - Portrait de Louis Ménard, 1893[24].

  - Petit Palais : 
    - L'Age d'or, carton pour la salle des Actes de la faculté de droit de Paris, vers 1907-1908, détrempe sur toile ;
    - Terre antique, le temple, 1901, huile sur toile ;
    - Les Dryades, huile sur toile ;
    - Harmonie du soir en vert, pastel ;
    - Idylle antique, vers 1907, pastel ;
    - L'Heure du bain, pastel ;
    - Vision antique, 1911, pastel.
- Pau, musée des Beaux-Arts :
  - Baigneuse sur la grève, 1921[25] ;
  - Paysage au ciel d'orage[26].
- Musée des Beaux-Arts et d'Archéologie Joseph-Déchelette, Roanne : Soleil couchant à Léoube
- Toulon, musée d'art de Toulon :
  - Aigues-Mortes, huile sur toile ;
  - Paysage de Provence, Bormes-les-Mimosas, huile sur toile ;
  - Marais des Lecques, huile sur toile.
  - Le Temple de Kerdasa, 1926, huile sur toile, 62,5 x 85 cm.

En Russie
- Oblast de Moscou, musée de Gorki-Léninskie.

En Italie
- Rome, Galleria nazionale d'arte moderna : La baie d'Ermones, 1904, huile sur toile.

## Élèves
- Raymonde Heudebert
- Clairette Petrucci[27]

## Galerie

Œuvres de René Ménard
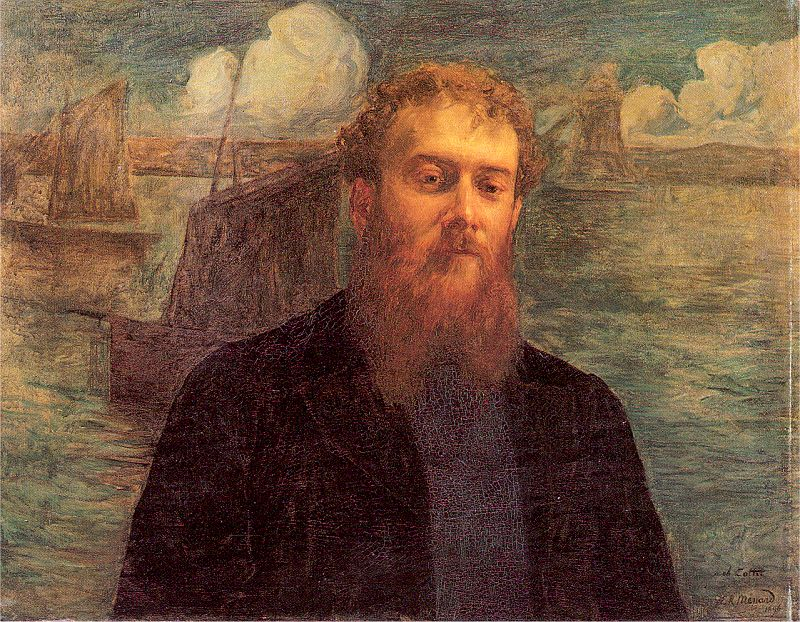
Portrait de Charles Cottet (1896), Paris, musée d'Orsay.
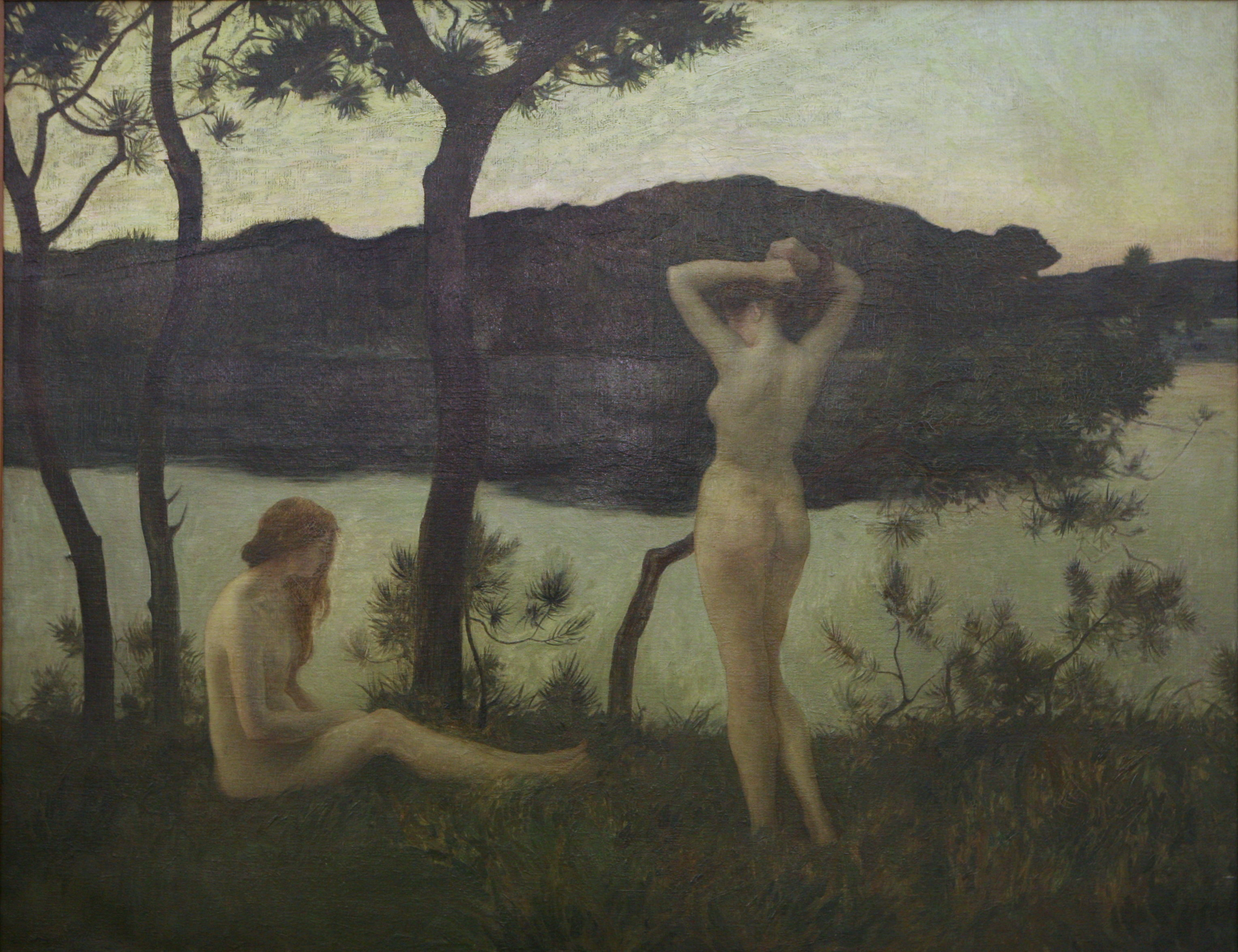
Naïades au bord d'un lac (Crépuscule) (1896), musée des beaux-arts de Brest.
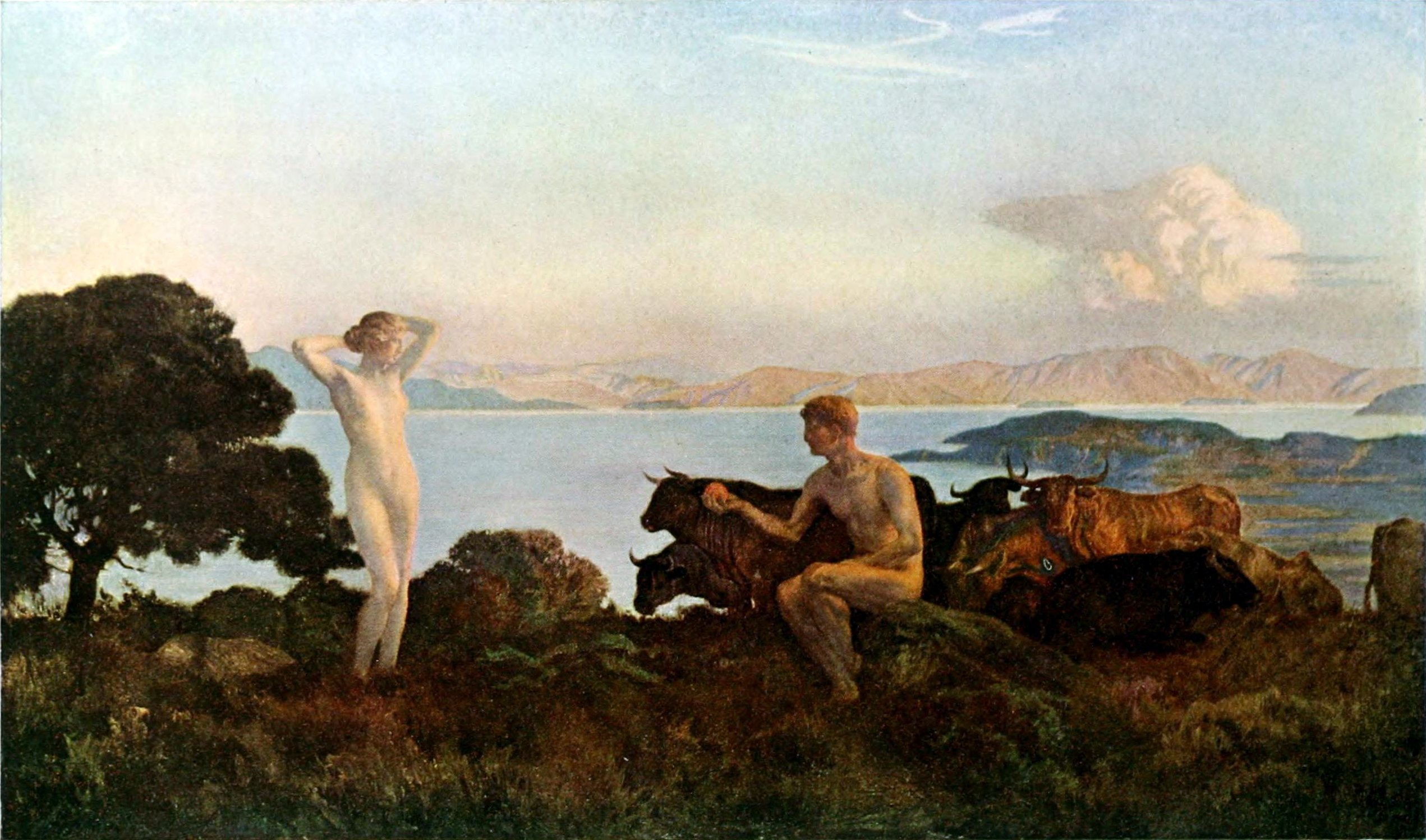
Le Jugement de Pâris (1906), pastel, Paris, musée d'Orsay.
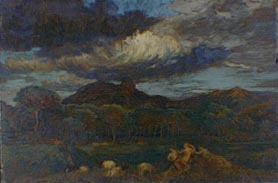
Les Dryades, huile sur toile, Buenos Aires, musée national des beaux-arts d'Argentine.